# Diario Sur
Diario Sur ist eine regionale spanische Tageszeitung, die in Málaga erscheint. Sie wird von Prensa Malagueña, S.A. herausgegeben, die dem Medienunternehmen Grupo Vocento angehört.

## Geschichte
Die Zeitung wurde im Februar 1937 erstmals publiziert, damals noch unter dem Namen Arriba, sie wurde aber bald in SUR umbenannt. Als 1984 Medios de Comunicación Social del Estado liquidiert wurde, dem der Diario Sur angehörte, wurde der Sur von den Mitarbeitern, einer Gruppe von 1500 Teilhabern übernommen. Zur damaligen Zeit war es das einzige Medienunternehmen, das von den Mitarbeitern gehalten wurde. 1989 ging man mit Correo (heute Grupo Vocento) zusammen und gründete die Mediengruppe Prensa Malagueña, S.A., zu der auch das Fernsehprogramm Canal Málaga und das Radioprogramm Punto Radio Málaga gehört. Weiterhin gehören zu der Gruppe die tägliche kostenlose Tageszeitung Qué pasa, die deutschen und englischen Ausgaben des SUR sowie die Zeitung Costa del Golf, eine Sportzeitschrift über den Golfsport an der Costa del Sol.

## Ausgaben
Derzeit erscheint der Diario Sur in folgenden verschiedenen Ausgaben:
- Interior
- Axarquía
- Marbella – Estepona
- Costa del Sol
- Melilla
- Ceuta
- Campo de Gibraltar
- Última edición (Área metropolitana)